# Cladodromia futilis
Cladodromia futilis är en tvåvingeart som beskrevs av Collin 1928. Cladodromia futilis ingår i släktet Cladodromia och familjen dansflugor. Inga underarter finns listade i Catalogue of Life.